# McDonnell versus De La Bourdonnais, Match 4 (16), London 1834
Det sextonde partiet i fjärde matchen mellan Alexander McDonnell och Louis-Charles Mahé de La Bourdonnais har blivit ett av de mest kända schackpartierna någonsin.

## Partiet
Vit: Alexander McDonnell
Svart: Louis-Charles Mahé de La Bourdonnais
London 1834
1.e4 c5 2.Sf3 Sc6 3.d4 cxd4 4.Sxd4 e5 5.Sxc6?!
5.Sb5 är vanligare.
bxc6 6.Lc4 Sf6 7.Lg5 Le7 8.De2?!
8.Sc3 eller 8.Lxf6 vore bättre.
d5 9.Lxf6 Lxf6 10.Lb3 O-O 11.O-O a5
Nu hotar svart både med 12...a4 och 12...La6.
12.exd5 cxd5 13.Td1 d4 14.c4 Db6 15.Lc2 Lb7
12...Dxb2?? förlorar drottningen åt 16.Lxh7+.
16.Sd2 Tae8! 17.Se4 Ld8 18.c5 Dc6 19.f3 Le7 20.Tac1 f5 21.Dc4+ Kh8!
21...Dd5 kan besvaras med 22.Db5, som hotar Lb3. 21...Tf7? förlorar åt 22.La4 Dc8 23.Lxe8 Dxe8 24.Sd6 Lxd6 25.cxd6.
22.La4 Dh6 23.Lxe8 fxe4 24.c6 exf3?
24...De3+ 25.Kh1 exf3 vore bättre.
25.Tc2
Inte 25.cxb7?? De3+ 26.Kh1 fxg2+ eller 25.gxf3?? De3+ 26.Kh1 Dxf3+ 27.Kg1 Tf5.
De3+? 26.Kh1? Lc8 27.Ld7 f2
Svart hotar både 28...d3 och 28...De1+ 29.Df1 Dxd1.
28.Tf1
Inte 28.Df1? La6.
d3 29.Tc3 Lxd7 30.cxd7
Inte 30.Txd3? Le6 31.Dc2 Dc5. 
e4 31.Dc8 Ld8 32.Dc4 De1! 33.Tc1 d2 34.Dc5 Tg8 35.Td1 e3 36.Dc3 Dxd1 37.Txd1 e2 0-1